# Marlinsugfisk
Marlinsugfisk (Remora osteochir) är en fiskart som först beskrevs av Cuvier 1829.  Marlinsugfisk ingår i släktet Remora och familjen Echeneidae. Inga underarter finns listade i Catalogue of Life.